# Montureux-lès-Baulay
Montureux-lès-Baulay – miejscowość i gmina we Francji, w regionie Burgundia-Franche-Comté, w departamencie Górna Saona.
Według danych na rok 1990 gminę zamieszkiwało 161 osób, a gęstość zaludnienia wynosiła 25 osób/km² (wśród 1786 gmin Franche-Comté Montureux-lès-Baulay plasuje się na 583. miejscu pod względem liczby ludności, natomiast pod względem powierzchni na miejscu 687.).